# Wilfried Woyke
Wilfried Woyke (* 12. Mai 1944 in Eupen) ist ein ehemaliger deutscher Fußballspieler.

## Karriere
Der Fußballtorhüter Wilfried Woyke spielte zwischen 1965 und 1979 bei Fortuna Düsseldorf. Insgesamt brachte er es auf 190 Bundesliga-Einsätze. Das Fortuna-Eigengewächs rückte 1968 endgültig von der Amateur- in die Profiabteilung auf und wurde Stammtorwart, als Wolfgang Fahrian 1969 zu Fortuna Köln wechselte. Nach dem Bundesliga-Aufstieg 1971 war der Schlussmann unter Trainer Heinz Lucas lange die unumstrittene Nummer eins. In seiner letzten Saison war Woyke noch bis zum 15. Spieltag Stammtorhüter der Fortuna, wurde dann jedoch von Jörg Daniel abgelöst, der schließlich auch im Tor stand als Fortuna Düsseldorf 1979 den DFB-Pokal gewann.
Im Anschluss an seine Profi-Zeit spielte er noch einige Spielzeiten erfolgreich beim Westfalen-Oberligisten VfL Gevelsberg, zusammen mit seinem ehemaligen Fortuna-Spezi Werner „Timo“ Kriegler.

## Statistiken
- Bundesliga (190 Spiele)
- Aufstiegsrunde 1. Bundesliga (5 Spiele)
- DFB-Pokal (21 Spiele)
- UEFA-Pokal  (7 Spiele)
- EP der Pokalsieger (4 Spiele)
- Regionalliga (42 Spiele)